# 7500 Sassi
7500 Sassi eller 1996 TN är en asteroid i huvudbältet som upptäcktes den 3 oktober 1996 av Farra d'Isonzo-observatoriet i Farra d'Isonzo. Den är uppkallad efter den italienska amatörastronomen Giorgio Sassi.
Asteroiden har en diameter på ungefär 5 kilometer.